# Левобрежна Украйна
Левобрежна Украйна (на украински: Лівобере́жна Україна) е историческо административно-политическо образувание на левия бряг на р. Днепър. Образува се вследствие на разделянето на Казашкото хетманство на две части по поречието на река Днепър, от където идват и алтернативните обозначения – Левобрежно Хетманство или Левобрежна Хетманщина (виж: Казашко хетманство и Деснобрежна Украйна).
По силата на Андрусовският договор от 1667 г. и Вечният мир (1686 г.) Казашкото хетманство е разделено на две части – Левобрежна Украйна и Дяснобрежна Украйна (по течението на река Днепър), като първата е подвластна на Московското царство, а втората на Полско-литовската държава.
Съществува от средата на XVII и в началото на XVIII век. Левобережните земи обикновено се считат за сърцевината на украинската етническа територия. По време на съществуването си тя се превръща в основен украински икономически, политически и културен център.

## Територия
В периода 1654 – 1667 г. Запорожката Сеч (регион) и Казашкото хетманство (държавата в този регион) се разделят на две части – Левобрежна Украйна – под протектората на Руското царство, и Деснобрежна Украйна – под протектората на Полско-литовската държава.
Левобрежна Украйна първоначално е сравнително автономна част от Казашкото хетманство под протектората на Руското царство, в съответствие с решенията на Земските събори в Москва през 1653 г. и на Переяславската рада от 1654 г. По-късно автономията се премахва и е включена в състава на Руската империя. Левобрежна Украйна обхваща съвременните Черниговска и Полтавска области, западните райони на Сумска област, левите брегове на Киевска и Черкаска области, град Киев и десните му околности и Северна Днепропетровска област. Земите на Стародубския полк днес са в рамките на Брянска област на Русия.
Включването на Левобрежна Украйна, заедно с Киев, към Руската държава се потвърждава от международни споразумения. Това са Андрусовският мирен договор от 1667 г., с който се приключва руско-полската войната и „Вечният мир“ от 1686 г. – договор между Жечпосполита и Руската империя.
На запад територията на Левобрежна Украйна граничи с река Днепър, на север – с басейна на реките Ипут и Судост, на изток – със средното течение на реките Десна и Сейм, горното течение на река Сула и средното течение на реките Псьол и Ворскла, на югоизток – с река Северски Донец, на юг – с Днепърските бързеи. Центрове на територията са градовете Глухов (1663 – 1669, 1708 – 1764) и Батурин (1669 – 1708).

## История

### Предистория
В края на 16 век елитът в Жечпосполита започва бързо да приема католицизма. През 1596 г. е сключена Брестката уния – решение за преминаване на редица западноруски епископи към католическата вяра със запазване на православните ритуали и църковнославянския език. Религиозната реформа се извършва едновременно с формирането на украинската нация, което става още един фактор за разцеплението в украинските земи.
В средата на 17-и век по-голямата част от съвременна Украйна (с изключение на Буковина, Закарпатието, Крим и Северното Черноморие) е под контрола на Жечпосполита – единната полско-литовска държава. През 1648 г. за хетман на Запорожката Сеч е избран Богдан Хмелницки, който вдига въстание срещу властта на Жечпосполита. Въстанието на Хмелницки е съпроводено от опожаряване на имотите на помешчиците и масово изтребление на поляци и евреи. На следващата година, между полския крал и Хмелницки, е сключен Зборовският мирен договор, според който регистърът на казаците включва 40 хиляди саби. Хетманът и всички участници във въстанието са амнистирани, а евреите са изгонени от територията на украинската автономия, чиято столица става град Чихирин.
Въпреки това, няколко години по-късно конфликтът се разпалва отново. Поляците успяват да принудят Хмелницки да подпише неблагоприятния за него Белоцерковски договор, при което казашкият регистър е намален, а самият хетман е лишен от правото да води международни преговори. След смъртта на Богдан Хмелницки през 1657 г. казашката власт е разтърсена от разногласия между офицери и редови казаци, както и между про- и анти-полски политически ориентации. Разногласието довежда до разцепление в казашките редици. Левобрежните полкове отказват да последват действащия хетман Юрий Хмелницки, който подкрепя поляците срещу Москва в битката при Чуднив (1660 г.) и избират Яким Сомко за свой лидер. Хмелницки остава хетман на Деснобрежна Украйна, като по този начин се инициира разделянето на Украйна по течението на река Днепър на Лява и Дясна.
През юни 1663 г. при град Нежин е свикана Черната рада, където, под натиска на московската армия, за хетман е избран Иван Брюховецки, а съперниците му са екзекутирани. Две години по-късно той подписва т.нар. Московски статии, които значително ограничават политическите права на Украйна. Прякото ръководство на военно-административния и финансово-икономическия живот на Украйна е прехвърлено на руската държава. Във всички по-големи украински градове са разположени руски военни гарнизони. Ограничено е правото на свободен избор на хетмани и са забранени самостоятелните дипломатически отношения с чужди държави.
През 1667 г. Запорожката Сеч е разделена на три части – Левобрежна Украйна, Деснобрежна Украйна и Запорожка войска. Левобрежна Украйна остава под влиянието на Русия, Деснобрежна е под полска власт, а Запорожката войска, която е в центъра на Запорожката Сеч, е споделена формално между Русия и Жечпосполита. Това създава огромни пречки за запазването на украинската държава и обединението на всички територии, населени с украинци.

### Протекторат на Русия
През януари 1654 г. в Переяслав се провежда Переяславската рада и е взето решение Левобрежна Украйна да стане протекторат на Русия. Това довежда до война между Москва и Варшава, която продължава 13 години и завършва с Андрусовското примирие през 1667 г., което установява река Днепър като разделителна линия между руската и полската зони на влияние. Според него Русия не само получава Смоленск, но и контрол над Левобрежна Украйна. Киев става част от Русия само за две години, но през 1686 г. Москва успява да го задържи в своите граници, като заплаща на Полша 146 000 рубли като компенсация, което е оформено във „Вечния мир“ от 1686 г.
Руската имперска политика се старае да не включва понятието украинци. 20 години след Переяславската рада настоятелят на Киевско-Печорската лавра Инокентий Гизел пише „Синопсис“, в който за първи път я характеризира като „обединение“. В историографията през императорския период вниманието е насочено към „обединението на разпръснатия народ“, тъй като се смята, че великоруси, малоруси и белоруси са клонове на един голям руски народ. В „Кратки очерци за руската история“ руският историограф Дмитрий Иловайски определя събитията като „Малоруски въпрос“, като се старае изобщо да не използва думите „Украйна“ и „украинец“.
Периодът от смъртта на Богдан Хмелницки през 1657 до 1687 г. е известен в украинската история като Руина (Разруха). Той е белязан от разпадането на държавата, междуособици, разделянето на територията по река Днепър между Жечпосполита и Московската държава и чуждестранна намеса. За Русия контролът над Левобрежна Украйна намалява опасността от набези от Дивите поля – колонизираните степи на съвременната Източна Украйна, Ростов, Воронеж, Белгород, Курск и други региони на Русия.
На 27 март 1654 г. руският цар Алексей Романов одобрява споразумение между хетмана на Запорожката Сеч Богдан Хмелницки и Москва за прехвърлянето на Казашкото хетманство и Регистърската запорожка войска под властта на Руското царство. С това завършва процедурата по анексирането на Левобрежна Украйна от Русия.
През 1668 г. хетманът на Деснобрежна Украйна Петро Дорошенко успешно обединява под свое ръководство казашките полкове от двата бряга на река Днепър. Вътрешни деснобрежни конфликти и външни заплахи от Полша и Турция обаче принуждават Дорошенко да се върне на Десния бряг. Междувременно обстоятелствата карат действащия левобрежен хетман Демян Многогришни да скъса с Дорошенко и да се закълне във вярност на Москва. Оттук нататък Левобрежна Украйна остава непрекъснато под руско влияние.
През 1676 г. левобрежният хетман Иван Самойлович нахлува в Деснобрежна Украйна, побеждава Петро Дорошенко и се провъзгласява за хетман на двата бряга. Две години по-късно, докато се оттегля пред турско настъпление, Самойлович се опитва насилствено и безуспешно да премести населението на Деснобрежна Украйна на Левия бряг. През 1703 г. хетман Иван Мазепа окупира Деснобрежна Украйна и за кратко е хетман и на двата бряга.
През 1793 г. Левобрежна Украйна се обединява с Деснобрежна като територия, влизаща в състава на Руската империя.

## Организация на управлението
Областта запазва своята автономия, договорена през март 1654 г., и впоследствие многократно потвърждавана от руското правителството. В административно отношение тя е разделена на полкове, начело с полковници и сотни под ръководството на сотници. В нея продължава да действа военно-административното управление, като първоначално територията е разделена на 12 полка – Глуховски (до 1665), Зенковски (до 1672), Киевски, Лубенски, Миргородски, Нежински, Переяславски, Полтавски, Прилукски, Сосницки (вероятно до 1668), Стародубски и Черниговски. През 1672 г. е сформиран и Хадячкият полк.
Самоуправлението се осъществява от хетмана на Запорожката войска, който е избиран официално от Генералния военен съвет, и изборен генерален старшина. Включва още генералните обозен, съдия, писар, есаул, корнет, отговорника за съкровищницата и отговорник за бончука. Формално полковниците и сотниците също са изборни длъжности, но всъщност са заемани от представители на казашките старейшини, назначени от хетмана с последващо одобрение с царски указ. До 1764 г. действа Обща военна канцелария. През 1767 г. изборните депутати са заменени от постоянни членове. До 1785 г. съдебните функции се изпълняват от Общия военен съд.
През 1708 г., по време на Великата Северна война, хетманът Иван Мазепа преминава на страната на шведския крал Карл XII, с идеята Хетманството да се освободи от властта на руския цар. След победата на Русия, Левобрежна Украйна официално става част от Киевска губерния на Руската империя. Властта на хетмана остава, но е ограничена, тъй като изборът му става със съгласието на руското правителство. В съответствие с писмото на Петър I от 1709 г. към новия хетман Иван Скоропадски е назначен и представител на руския цар (войвода при хетмана).
През 1722 г. е създадена Малоруската колегия, която да контролира органите на самоуправление и която фактически се превръща в главния орган на управление в областта. Избраният през 1727 г. хетман Данило Апостол успява да постигне възстановяване на избора на органи на самоуправлението и собствен съд на Левобрежна Украйна. Въпреки това, членовете на старшинския съвет и полковниците се назначават от императора измежду няколко кандидата, предложени за тези длъжности.
След смъртта на Данило Апостол през 1734 г., до избирането на нов хетман, действа смесено правителство от трима представители на Хетманството и трима от руското правителство. През 1750 г., на Глуховската рада, за хетман е избран Кирил Разумовски, одобрен на тази длъжност с указ на императрица Елисавета Петровна.
През 1764 г., с указ на императрица Екатерина II, длъжността хетман е премахната. На територията на Левобрежна Украйна първо е образувана Малоруска област, а през 1796 е преобразувана в Малоруска губерния и цялата власт преминава в ръцете на създадената отново Малоруска колегия и нейния президент, руския граф Пьотър Румянцев.
В рамките на провинциалната реформа от 1775 г., през 1781 г. Екатерина II ликвидира Малоруската провинция и полковата структура. Две години по-късно казашките полкове са преобразувани в редовни полкове на руската армия. През 1786 г. окончателно са премахнати и органите на самоуправление. През 1802 г. Малоруската губерния е елиминирана и вместо нея са образувани руските Черниговска и Полтавска губернии. На територията на Левобрежна Украйна по-късно са създадени Киевската, Новгород-Северската и Черниговската губернии. Днес територията на Левобрежна Украйна е заета от Полтавска, Черниговска, части от Киевска, Сумска и Черкаска области на Украйна.

## Население
През 1760 г. населението на Левобрежна Украйна е 1,017 милиона. От тях около 515 хиляди души принадлежат към селячеството (посполитие), което има важна роля в живота на общността.

## Бит
Във връзка с религиозните и икономически промени през 18-и век, в Левобрежна Украйна възникват вълнения, най-важната причина за които е крепостничеството. Селяните вече не могат да сменят феодала, а едрите земевладелци имат правото да увеличават самоволно налозите. Допълнителен фактор е и фактът, че непопулярните професии като лихварство, търговия на дребно с алкохол и събиране на данъци, често се заемат от евреи, към които Жечпосполита е толерантна.
Въпреки че през 1782 г. Левобрежна Украйна престава да функционира като административна единица, някои характеристики продължават да я отличават като уникална за останалата част от имперския период. От края на 18-и до началото на 20-и век левобрежната шляхта, бившите казашки старшини и техните потомци, допринасят за формирането на съзнателна украинска интелигенция. Животът на земеделското население също се различава – свободните селяни, потомците на редовите казаци, съставляват значителна част от селското население, а крепостните са доста по-малко, отколкото в Галиция или Деснобрежна Украйна. Там е създаден и хуторът – характерна форма на много малко селско селище, или единичен чифлик.

### Села
През втората половина на 17-и век районът разполага с голямо количество свободен поземлен фонд, който се състои от имотите на избягали полско-литовски едри земевладелци и незастроени територии. В тази ситуация право на собственост получава всеки, който обработва празно парче земя, а тази форма на земевладение започва да се нарича „займанщина“. През 1668 г. тя е юридически оформена като законна от хетман Иван Брюховецки.
Втората половина на 17-и и началото на 18-и век се характеризират с относително лесен преход от селячество към казачество. Селяните имат право свободно да се прехвърлят от един феодал към друг, заедно със своята поземлена собственост. През 1708 г. хетман Иван Мазепа отменя тази привилегия, с което осигурява на феодалите правото на собственост върху селската земя. През 18-и век по-голямата част от селяните обработват и живеят на частната земя на феодала и се смятат за негови „поданици“. Ползвайки земята на феодала, те са задължени да полагат двудневен безплатен труд за него, наричан панщина. В някои случаи той може да бъде заменен от паричен данък – чинш. Освен това селяните са задължени да плащат данък за издръжка на регистрираните казаци, а от 1709 г. – и за разквартируваните в Левобрежна Украйна руски войски.
През 1750-е години повечето от стопанствата принадлежат на малоимотни селяни, които се наемат да обработват земята на помешчици, казаци, манастири или държавата. През 1783 г. с указ на Екатерина II, крепостното право е узаконено и в Левобрежна Украйна. До края на 18-и век селяните представляват около 1/3 от населението на градовете, много от които все още не са загубили аграрния си характер. Привилегированите слоеве на населението, които не плащат данъци, включват казаците, духовенството и руското дворянство, живеещо на територията на Левобрежна Украйна.

### Градове
В началото на 18-и век градовете са разделени на „магдебургски“ и „кметски“. В магдебургските е в сила Магдебургското право и към тях спадат общо 11 града, в които е запазено градското самоуправление – Киев, Переяслав, Полтава, Стародуб, Чернигов и други. Кметските са подчинени на Кметството, създадено през 1699 г. с указ на Петър I. Голямата част от малките градчета са или частна собственост, подчинени на монашеството, или короната. Магдебургските градове често се сблъскват с хетмана и полковниците им се обръщате за подкрепа към руския цар.

### Казачество
Казаците са втората по големина прослойка от населението на Левобрежна Украйна и през 1760-те наброяват около 455 хиляди души. Това е милитаризирана социална група, съществуваща от средата на 15-и век. Занимават се с набези и грабежи в съседните държави – кримски татари, полската шляхта и други. Висшият слой на обществото им се състои от казашките старшини, които в онова време са около 2,4 хиляди души. Техните представители заемат почти всички административни позиции в системата на самоуправление. Следващият слой са т.нар. „избрани“ казаци, около 176 хиляди души, които носят военната служба за своя сметка. По-ниската категория са „подпомощниците“, около 198 хиляди души. Те се занимават с доставката на храна и боеприпаси за армията. Най-ниската категория са „подсъседите“, които са около 80 хиляди души. Позицията им е двусмислена – ако имат земя, се смятат за казаци, ако нямат, губят възможността да участват във военни действия и са наемани като селскостопански работници за ежедневна работа.
Основното задължение на казаците е военната служба – първо в полковете под командването на хетмана и полковниците, а от 1709 г. и в редовните части на руската армия. Освен това, всеки, който е купил земя от казак, е длъжен да отбие военна служба. Постепенното включване в общоимперската съсловна система позволява на привилегированите слоеве да заема висши държавни постове в армията, както например Василий Капнист и Семьон Кочубей. Представителите на висшето духовенство започват да участват в управлението на делата на руската православна църква. През 1785 г. Екатерина II издава Хартата за облагодетелстваните, според която казашките старшини получават същите права като тези на руското дворянство и са освободени от служба в армията.

## Икономика
В основата на икономиката на Левобрежна Украйна лежи селското стопанство. Главните отглеждани култури са ръж, пшеница, ечемик, овес, грах, просо, а от техническите култури – коноп и лен. Особен интерес за чуждите търговци представляват тютюнът и пчелният мед. През първата четвърт на 18-и век се появяват държавни фабрики за производство на платове, хартия и барут. В средата на века Левобрежна Украйна се превръща в основният район на скотовъдство и коневъдство, както и най-големият център за производство на вино и водка в Русия. Голяма част от произвеждания в региона хляб се използва за дестилиране на вино.